# Armadillo montanus
Armadillo montanus är en kräftdjursart som beskrevs av Gustav Budde-Lund 1904. Armadillo montanus ingår i släktet Armadillo och familjen Armadillidae. Inga underarter finns listade i Catalogue of Life.